# Virtus Verona
La Virtus Verona è una società calcistica italiana con sede nella città di Verona, di cui rappresenta il quartiere di Borgo Venezia. Milita in Serie C, la terza divisione del campionato italiano.
Fondata nel 1921 come U.S. Virtus Borgo Venezia, è per tradizione sportiva la terza squadra di Verona, dopo l'Hellas Verona ed il ChievoVerona.

## Storia
(Sinibaldo Nocini, dal libro “50 anni e più di vita virtussina”)

### Dalle origini al 2000
La Virtus Verona è fondata nel 1921 da un gruppo di appassionati di calcio del quartiere di Borgo Venezia a Verona. Ha trascorso gran parte della sua storia nelle serie provinciali e regionali della piramide calcistica italiana. Durante tutti gli anni sessanta, settanta e ottanta del XX secolo i rossoblù veronesi rimasero nelle tre categorie inferiori. Questo periodo è contraddistinto dalla presidenza di Nocini (1961-1981), già socio del club dal 1957. Primo presidente della storia rossoblù che gestì una prima squadra, egli fu artefice, assieme ai suoi ragazzi e al tecnico Bortolameazzi, della prima scalata nei quartieri nobili del calcio dilettantistico veronese, con il passaggio dalla Terza alla Prima Categoria in rapida successione. 
Nel 1982, dopo aver figurato nei panni di allenatore delle compagini giovanili del club, viene chiamato a guidare la prima squadra Luigi "Gigi" Fresco, personaggio carismatico e determinante nell'ascesa del club, che dirige da allora nel doppio ruolo di presidente e tecnico. Al termine della stagione 1990-1991, grazie al secondo posto finale, la Virtus raggiunge la Promozione. Dopo vari piazzamenti nella parte superiore della classifica, la Virtus nella stagione 1999-2000 ottiene la promozione in Eccellenza in virtù del secondo posto finale.

### Dal 2000 al 2018: l'ascesa verso il professionismo
Nei primi anni del terzo millennio, la Virtus, che nel frattempo ha aggiunto il marchio "Vecomp" alla ragione sociale, si stabilizza nel torneo di Eccellenza veneta. Nella stagione 2005-2006, conclude il torneo al primo posto ottenuto, guadagnando la tanto agognata la promozione in Serie D. In più, riesce ad aggiudicarsi la Coppa Italia regionale del Veneto e ad arrivare alle semifinali della Coppa Italia Dilettanti 2005-2006.
La stagione 2006-2007 è la prima fra i dilettanti della Serie D, e si conclude al terzo posto, posizione che permette ai rossoblù di disputare i play-off, persi in semifinale. L'annata 2007-2008 la squadra conquista la salvezza grazie al 13º posto in Serie D, mentre la stagione 2008-2009 vede la squadra di Borgo Venezia terminare nella zona centrale della classifica.
Nella stagione di Serie D 2012-2013 la Virtus Vecomp Verona si aggiudica i playoff nazionali nella finale disputata a Foligno contro la Casertana e vinta per 3-1. Il successo permette al sodalizio di ottenere il ripescaggio in Lega Pro Seconda Divisione 2013-2014 conformemente al combinato delle norme FIGC e LND e dopo aver presentato una fidejussione di mezzo milione di euro. In questo modo la Virtus può fare il proprio esordio tra i professionisti. 
La delibera ufficiale della FIGC del 5 agosto successivo rende Verona l'unica città italiana a poter vantare tre squadre professionistiche nella stagione calcistica 2013-2014.Nella storica annata del debutto tra i "pro", complice anche il numero elevato di retrocessioni per la riforma dei campionati, nonostante il 14º posto la squadra non riesce a mantenere la categoria e torna in serie D. Nel corso del torneo, in cui eccezionalmente viene utilizzato il "Sandrini" di Legnago come terreno di gioco casalingo anziché lo storico impianto del Gavagnin-Nocini non conforme alla categoria, il 6 aprile 2014 nel match contro l'Alessandria, partita poi terminata 0-0, la Virtus Verona scende in campo per la prima volta al cittadino stadio Marcantonio Bentegodi, che ospita già le più blasonate cugine Hellas Verona e ChievoVerona. A fine stagione arriva la retrocessione nei dilettanti. La squadra rimane comunque nel quarto campionato del calcio italiano per importanza dopo l'unificazione della Serie C.
Nella stagione 2014-2015 milita nel girone B di Serie D. In campionato giunge quinta, accedendo in questo modo ai play-off per approdare in Lega Pro, poi persi al primo turno dei play-off dal Ciserano, vittorioso per 3-2. Nella Coppa Italia Serie D, dopo aver superato il turno preliminare è eliminata al primo turno. 
Nella stagione 2015-2016 la Virtus Verona partecipa al campionato di Serie D nel girone C, che conclude nuovamente al quinto posto, prendendo dunque parte ai play-off per approdare in Lega Pro, ma viene estromessa dai play-off in semifinale dal Campodarsego a causa della peggior posizione in classifica nella stagione regolare, nonostante il risultato di parità maturato dopo i tempi supplementari (2-2). Nella Coppa Italia di Serie D è eliminata negli ottavi di finale dall'AltoVicentino, vittorioso per 1-0, 
Nella stagione 2016-2017 la Virtus Verona milita nel girone C del campionato di Serie D. Conclusa la stagione regolare al quarto posto, arriva l'eliminazione nella finale dei play-off per la promozione in Serie C. Nella Coppa Italia di Serie D non va oltre il primo turno.
Per la stagione 2017-2018 la Virtus Verona partecipa per il terzo anno consecutivo al campionato di Serie D nel girone C. Se nella Coppa Italia di categoria il cammino della squadra si interrompe agli ottavi di finale, in campionato i rossoblù sono protagonisti di una stagione eccezionale. Il 29 aprile 2018, con la vittoria casalinga contro la Liventina per 2-0, vincono matematicamente il girone e sono promossi in Serie C, raggiungendo per la prima volta nella sua storia il terzo livello della piramide calcistica italiana. Con questo risultato Verona torna ad avere tre squadre militanti in campionati professionistici, come nella stagione 2013-2014.

### Dal 2018: la permanenza in Serie C
La stagione 2018-19 vede il debutto ufficiale del sodalizio al terzo livello gerarchico del calcio italiano. I rossoblù possono disputare le gare casalinghe nel proprio stadio, in quanto il Gavagnin-Nocini nel frattempo è ampliato fino alla capacità dei 1.500 posti sufficienti per la Lega Pro, con la prima gara interna disputata alla seconda giornata il 23 settembre 2018 ospitando il Monza (0-2 il punteggio). Nel corso del girone d'andata arriva la prima storica vittoria in Serie C davanti al proprio pubblico nel match terminato per 3-2 contro il Südtirol. In Coppa Italia Serie C la Virtus è eliminata al primo turno dalla Feralpisalò. Al termine di un campionato combattuto, nonostante una rimonta in classifica dopo aver ricoperto l'ultima posizione per diverse giornate, la Virtus perde alcune opportunità per conquistare la salvezza nel corso della stagione regolare, terminando il torneo al 19° e penultimo posto. La posizione costringe la formazione di Luigi Fresco alla disputa del play-out. La gara di andata contro il Rimini si conclude con risultato di 1-0 in favore della formazione rossoblù. Al ritorno, la sconfitta per 2-0 sancisce la retrocessione della Virtus in serie D. Il 12 luglio viene ufficialmente riammessa in Serie C.
Inserita del Girone B di Serie C nella stagione 2019-2020, la rosa è completata con giocatori di esperienza come Riccardo Cazzola, Arturo Lupoli, Fabiano Santacroce e, aggiunto nel corso del torneo, Simone Bentivoglio. Con in difesa l'innesto dei giovani Marco Curto e Filippo Pellacani, la formazione è sostenuta in attacco soprattutto dai gol di Rafael Odogwu, punta centrale cresciuta nel vivaio virtussino, in un reparto in cui si evidenzia il contributo di Domenico Danti e Andrea Magrassi. La compagine ottiene la salvezza con un 12º posto conquistato prima della sospensione del campionato per la pandemia da Covid-19.
Nella stagione 2020-2021 la compagine di Gigi Fresco partecipa per il terzo anno consecutivo al campionato di Serie C. Tra i nuovi acquisti si segnala l'arrivo di Rachid Arma, giocatore di alto profilo per la categoria. Nel corso del torneo un paio di successi su campi prestigiosi, tra cui Modena e Cesena, che spingono la squadra fino a metà classifica. La stagione regolare si chiude con un onorevole undicesimo posto, ottenuto grazie ad un gol di Danti nel finale della gara interna con il Modena, terminata 3-3, nell'ultima giornata di torneo, decisivo per la prima storica qualificazione ai play-off. Nell'appendice stagionale, superato il primo turno in casa della Triestina per 1-0 grazie un gol del giovane centrocampista Lorenzo Lonardi, la Virtus viene eliminata al secondo turno nonostante il pareggio per 1-1 in trasferta con la Feralpisalò per la peggior posizione in classifica. Nel corso del torneo il portiere Sibi Sheik diventa il primo giocatore rossoblù a scendere in campo a livello internazionale debuttando con la maglia della nazionale gambiana il 29 marzo 2021,nella partita di qualificazione alla Coppa d'Africa persa per 1-0 contro la Repubblica Democratica del Congo; successivamente, è stato convocato per la Coppa delle nazioni africane 2021.
Inserita nel Girone A della terza serie, nella stagione 2021-2022 la formazione diventa di fatto la seconda per ordine d'importanza nel territorio veronese per l'esclusione del Chievo Verona dal campionato di serie B. Il team rinnova parte dell'organico inserendo una serie di giovani, alcuni prelevati dai campionati dilettantistici. Tra loro si distinguono due difensori: Carlo Faedo, che arriva dal torneo di Eccellenza Veneta, e Stefano Cella, ex Gozzano e giunto in prestito dalla Cremonese. A digiuno di successi nella primissima parte di stagione, l'arrivo dell'ex Andrea Nalini ed Emil Hallfreðsson, già nazionale islandese e giocatore nella massima serie con Hellas Verona e Udinese, contribuisce ad un cambio di passo a partire dalla decima giornata, a partire dalla vittoria per 3-1 a Seregno. L'alternanza dei risultati nel girone di ritorno, in cui spicca il rendimento del difensore centrale Filippo Pellacani, che si fa apprezzare anche come autore di reti di pregevole fattura, mantiene la compagine a metà strada tra la zona a rischio e la possibilità della qualificazione ai play-off. La vittoria di Padova per 2-1 alla 38ª giornata vale la matematica salvezza, con l'accesso alla fase finale del torneo svanito a favore della Pro Patria, arrivata a pari punti ma con scontri diretti sfavorevoli sui rossoblù.
La stagione 2022-23 corrisponde al quinto torneo consecutivo in serie C e coincide con il record mondiale di longevità su una panchina calcistica stabilito da Gigi Fresco. La squadra perde Filippo Pellacani, passato al Pescara, ma inserisce in organico una serie di giovani interessanti ed elementi di esperienza come Juanito Gomez, svincolato. L'avvio di stagione si rivela non positivo sul piano dei risultati, con 7 pareggi e 6 sconfitte in 13 giornate, ma la vittoria in trasferta a Trento alla quattordicesima giornata e il contestuale arrivo in formazione di Michael Fabbro, attaccante ex ChievoVerona, segnano il cambio di passo della formazione. La Virtus accelera e termina la stagione regolare in sesta posizione (record per la squadra) grazie ad un miglior score negli scontri diretti sul L.R. Vicenza, accedendo così ai turni preliminari dei play-off. Dopo aver eliminato Novara e Padova con i punteggi rispettivamente di 3-0 e 0-1 il cammino degli scaligeri si ferma al primo turno nazionale, dove nel doppio confronto prevale il Pescara (2-2 a Verona, 3-1 a Pescara).

## Colori e simboli

### Colori
I colori sociali sono il rosso e il blu, disposti tradizionalmente a strisce verticali d'eguale larghezza.

### Simboli ufficiali

#### Stemma
Lo stemma sociale storico del club è un ancile palato rossoblù, chiuso esternamente da una corona bianca, atta a contenere la denominazione sociale (scritta talora in forma abbreviata).
Nel 2014 tale stemma è stato sostituito da uno scudetto, in cui la denominazione societaria è semplificata in Associazione Virtus Verona: la prima e la terza parola sono collocate nel campo palato, mentre la seconda (colorata di rosso) si colloca in una fascia bianca ricurva posta a mezzo scudo.

Stemma sociale in uso dal 1991 al 1995.
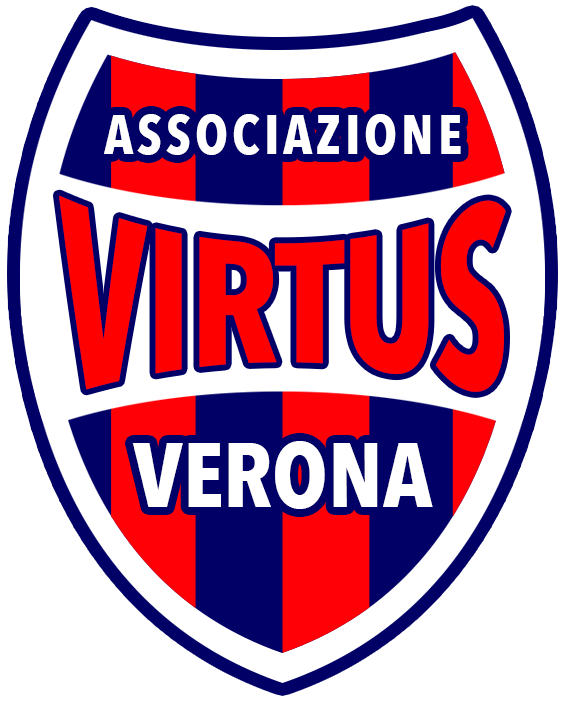
Stemma sociale in uso dal 2014 al 2022.
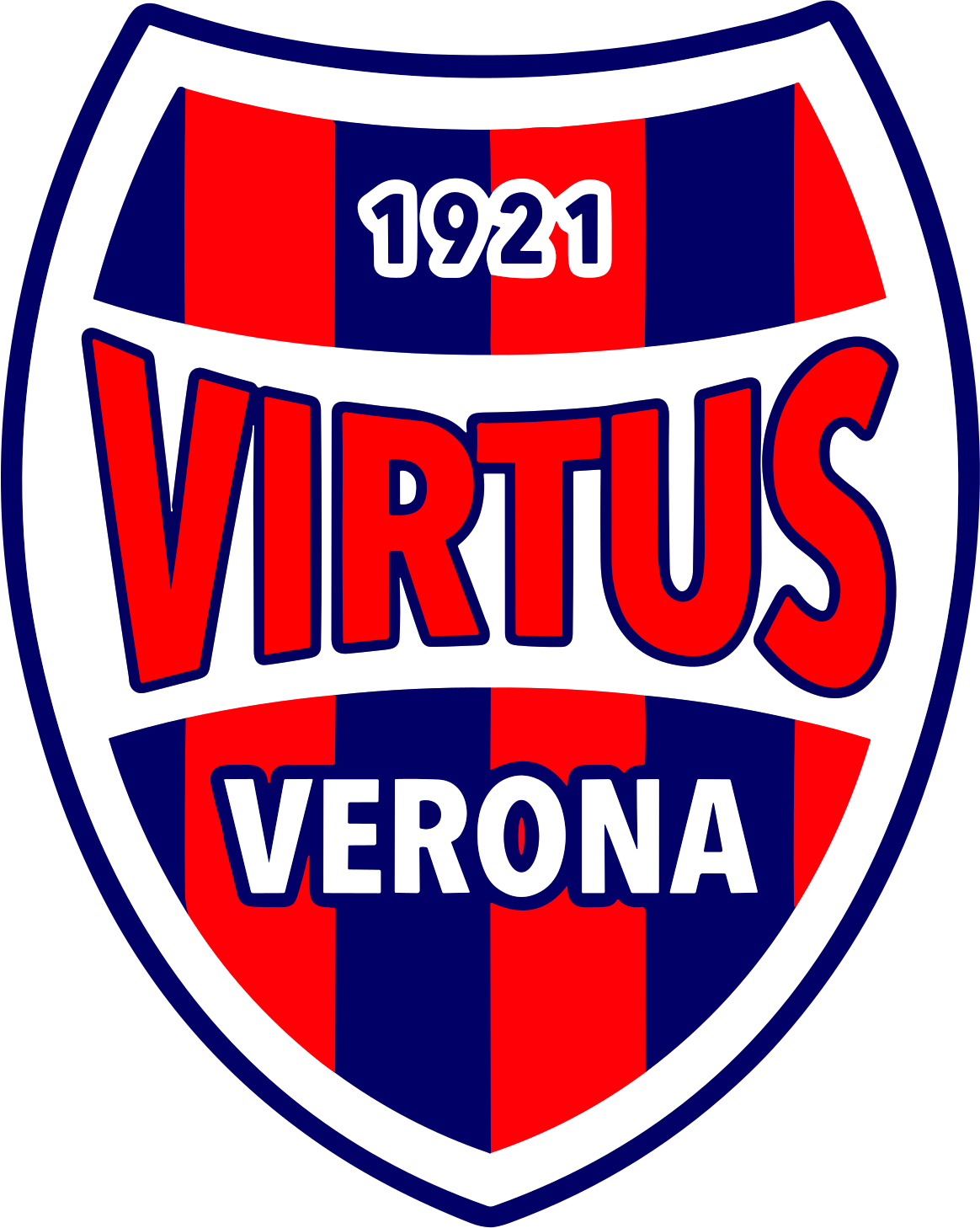
Logo in utilizzo dal 2022.

## Strutture

### Stadio
La Virtus Verona gioca le partite di casa al centro sportivo Mario Gavagnin-Sinibaldo Nocini.
Per la stagione 2013-2014, a seguito del ripescaggio in Seconda Divisione la Virtus Verona ha deciso di utilizzare come campo per le gare interne lo stadio Mario Sandrini di Legnago. Nell'aprile 2014 la squadra ha giocato anche allo stadio Marcantonio Bentegodi scendendo in campo nell'incontro casalingo con l'Alessandria, terminato 0-0.

## Società
La Virtus Verona si caratterizza per una grande continuità gestionale: al 2025 è presieduta e allenata da Luigi Fresco, che esercita ambedue le funzioni da oltre quattro decenni. Pure il suo predecessore, Sinibaldo Nocini, ebbe grande longevità in carica, essendo rimasto alla presidenza del club per 20 anni.
La società detiene inoltre (circostanza piuttosto rara nel panorama calcistico italiano) una seconda squadra di calcio, la A.S.D. Virtus Borgo Venezia, militante attualmente nel campionato regionale di Promozione.

### Organigramma societario
Di seguito l'organigramma societario dal sito internet ufficiale:
- Luigi Fresco - Presidente
- Vittorio De Paolis - Amministratore unico
- Nicola Allegri – Vice Presidente
- Diego Campedelli - Direttore generale
- Nicola Franchini – Direttore operativo

## Allenatori e presidenti
Di seguito la cronologia degli allenatori e dei presidenti a partire dall'anno di fondazione:
| Allenatori - 1921-1944 Sconosciuto - 1944-1946 Campionato sospeso - 1946-1967 Sconosciuto - 1968-1973 Claudio Bortolameazzi - 1973-1974 Vittorio Buchi - 1974-1977 Claudio Bortolameazzi - 1978-1979 Mirko Mazzola - 1979-1980 Fausto Zanoni - 1980-1982 Dario Adami - 1982- Luigi Fresco | Presidenti - 1921-1944 Sconosciuto - 1944-1946 Campionato sospeso - 1946-1960 Sconosciuto - 1961-1981 Sinibaldo Nocini - 1982- Luigi Fresco |

## Palmarès

### Competizioni interregionali
- Serie D: 1

2017-2018 (girone C)

### Competizioni regionali
- Eccellenza: 1

2005-2006 (girone A)
- Seconda Categoria: 2

1970-1971, 1977-1978
- Coppa Italia Dilettanti Veneto: 1

2005-2006

### Competizioni giovanili
- Campionato Primavera 4: 1

2023-2024 (girone A)

### Altri piazzamenti
- Serie D:

Terzo posto: 2005-2006 (girone C)
Vittoria play-off: 2012-2013 (girone C)
Finalista play-off: 2016-2017 (girone C)
- Promozione:

Secondo posto: 1998-1999 (girone A), 1999-2000 (girone A)
Terzo posto: 1997-1998 (girone A)
- Coppa Italia Dilettanti:

Semifinalista: 2005-2006

## Statistiche e record

### Partecipazione ai campionati
| Livello | Categoria                  | Partecipazioni | Debutto   | Ultima stagione | Totale |
| ------- | -------------------------- | -------------- | --------- | --------------- | ------ |
| 3º      | Serie C                    | 8              | 2018-2019 | 2025-2026       | 8      |
| 4º      | Lega Pro Seconda Divisione | 1              | 2013-2014 | 2013-2014       | 5      |
| 4º      | Serie D                    | 4              | 2014-2015 | 2017-2018       | 5      |
| 5º      | Serie D                    | 7              | 2006-2007 | 2012-2013       | 7      |

### Partecipazione alle coppe
| Competizione            | Partecipazioni | Debutto   | Ultima stagione | Totale |
| ----------------------- | -------------- | --------- | --------------- | ------ |
| Coppa Italia Lega Pro   | 1              | 2013-2014 | 2013-2014       | 7      |
| Coppa Italia Serie C    | 6              | 2018-2019 | 2024-2025       | 7      |
| Coppa Italia Serie D    | 11             | 2006-2007 | 2017-2018       | 11     |
| Poule Scudetto          | 1              | 2017-2018 | 2017-2018       | 1      |
| Coppa Italia Dilettanti | 1              | 2005-2006 | 2005-2006       | 1      |

### Statistiche individuali
Di seguito i primatisti di presenze e reti:
| Record di presenze - 493 Massimo Lechthaler - 468 Matteo Lallo - 451 Simone Gironi - 442 Franco Zamberlan - 402 Matteo Saorin | Record di reti - 174 Simone Gironi - 113 Danilo Meneghelli - 79 Armando Residori - 60 Matteo Lallo - 58 Efrem Selosse |

## Tifoseria

### Storia
Complice la presenza in città di due club antichi e di solida tradizione sportiva professionistica, il seguito di tifosi della Virtus Verona è soprattutto localizzato presso il quartiere d'appartenenza.
L'esistenza di una forma di organizzazione in seno alla tifoseria virtussina si riscontra per la prima volta nel 2006, anno di nascita del gruppo Virtus Fans, poi scioltosi nel luglio 2015: da quella prima esperienza sono germinati i collettivi Lost Boys, Virtus Verona Rude Firm 1921 (VVRF 1921) e Virtus Death Brigade. Nel giro di qualche anno i Lost Boys cessano a loro volta di esistere, lasciando alla Virtus Verona Rude Firm il ruolo di gruppo guida del tifo rossoblù: le Virtus Death Brigade invece sopravvivono sotto forma di "corrente" interna ai VVRF. 
Nelle gare interne, i tifosi organizzati sono soliti prendere posto nella tribuna Ovest del centro sportivo Mario Gavagnin-Sinibaldo Nocini. 
Gli ultrà rossoblù si dichiarano apertamente antifascisti, antirazzisti, antisessisti e antiomofobi, e si collocano nel novero delle "curve" di sinistra.
Tali posizioni sono corroborate dal sostegno accordato alla squadra da parte dei gruppi ska/street punk Ashpipe e Los Fastidios.

### Gemellaggi e rivalità
Le amicizie dei tifosi della Virtus Verona sono in linea con gli ideali professati: rapporti cordiali sono pertanto intrattenuti con le tifoserie di Livorno, Celtic, Rayo Vallecano, Olympique Marsiglia, St. Pauli, Babelsberg , Colo-Colo e Wrexham.

## Organico

### Rosa 2025-2026
Dal sito internet ufficiale:
| N. |                   | Ruolo | Calciatore         |
| -- | ----------------- | ----- | ------------------ |
|    | Italia (bandiera) | P     | Enrico Alfonso     |
|    | Gambia (bandiera) | P     | Sheikh Sibi        |
|    | Italia (bandiera) | D     | Tommaso Cielo      |
|    | Italia (bandiera) | D     | Manuel Daffara     |
|    | Italia (bandiera) | D     | Nicolas Fiori      |
|    | Italia (bandiera) | D     | Riccardo Lodovici  |
|    | Italia (bandiera) | D     | Luca Munaretti     |
|    | Italia (bandiera) | D     | Francesco Toffanin |
|    | Italia (bandiera) | C     | Marco Amadio       |
|    | Italia (bandiera) | C     | Matteo Bassi       |
|    | Italia (bandiera) | C     | Edoardo Cuel       |
|    | Italia (bandiera) | C     | Andrea Devoti      |
|    | Italia (bandiera) | C     | Federico Fanini    |
|    | Italia (bandiera) | C     | Nicolò Filippi     |

| N. |                     | Ruolo | Calciatore         |
| -- | ------------------- | ----- | ------------------ |
|    | Italia (bandiera)   | C     | Gianmaria Fiorin   |
|    | Italia (bandiera)   | C     | Christian Gatti    |
|    | Svizzera (bandiera) | C     | Fabio Iaquinta     |
|    | Marocco (bandiera)  | C     | Hachim Mastour     |
|    | Albania (bandiera)  | C     | Endri Muhameti     |
|    | Italia (bandiera)   | C     | Nicola Patanè      |
|    | Italia (bandiera)   | C     | Leonardo Zarpellon |
|    | Italia (bandiera)   | A     | Federico Caia      |
|    | Italia (bandiera)   | A     | Michael De Marchi  |
|    | Italia (bandiera)   | A     | Michael Fabbro     |
|    | Italia (bandiera)   | A     | Samuele Lerco      |
|    | Italia (bandiera)   | A     | Christian Odogwu   |
|    | Italia (bandiera)   | A     | Mattia Pagliuca    |

### Staff tecnico
- Luigi Fresco - Allenatore
- Tommaso Chiecchi - Viceallenatore
- Maurizio Testi - Collaboratore tecnico
- Paolo Verzè - Collaboratore tecnico
- Efrem Selosse - Collaboratore tecnico
- Lorenzo Faccini - Preparatore dei portieri
- Carlo Salardi - Preparatore dei portieri
- Angelo Pelati - Preparatore atletico
- Sergiu Lucaci - Assistente preparatore atletico
- Saverio Corradini - Massofisioterapista
- Antonio Melillo - Massofisioterapista
- Luciano Sacchetto - Massofisioterapista
- Alberto Mascotto - Team manager
- Vincenzo Piva - Travel manager
- Stefano Trentini - Magazziniere